# ساگر کارریس
ساگر کارریس (انگلیسی: Saguier Carreras؛ زادهٔ ) یک بازیکن فوتبال اهل پاراگوئه است.
وی همچنین در تیم ملی فوتبال پاراگوئه بازی کرده‌است.